# Франсис Хачисон
Франсис Хачисон (енгл. Francis Hutcheson; 8. август 1694 — 8. август 1746) био је ирски филозоф који је рођен у Алстеру у породици шкотских презвитеријанаца који је постао познат као један од оснивача шкотског просветитељства. Он је запамћен по његовој књизи „Систем моралне филозофије”.
Хачинсон је прихватио идеје Џона Лока, и био је један од важних утицаја на неколико значајних просветитељских мислилаца, укључујући Дејвида Хјума и Адама Смита.